# Festungsartillerie (Schweiz)

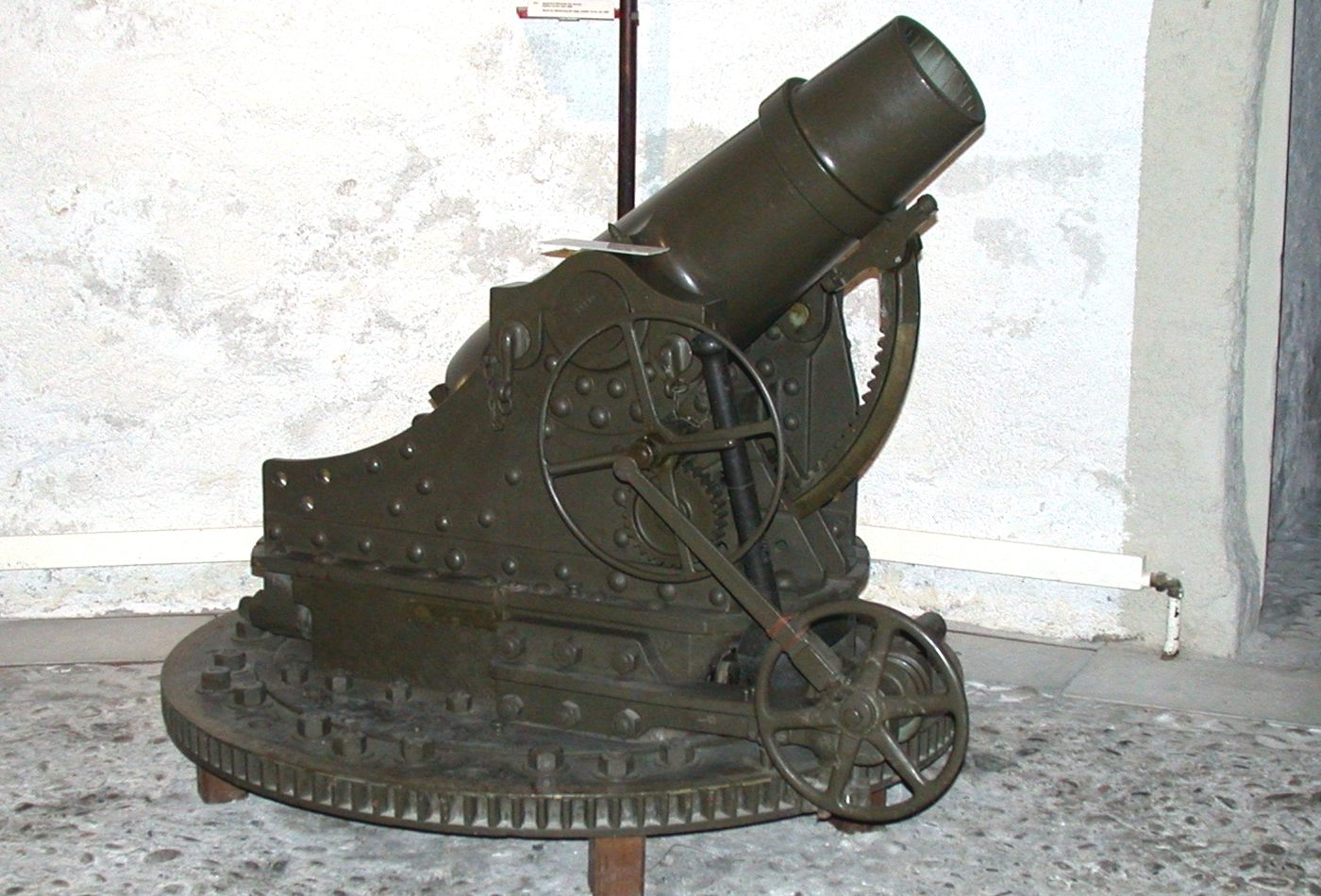
15 cm gezogener Positionsmörser Ord 1882 L 25, Standort Festung St-Maurice, heute Waadtländisches Militärmuseum Morges Schweiz

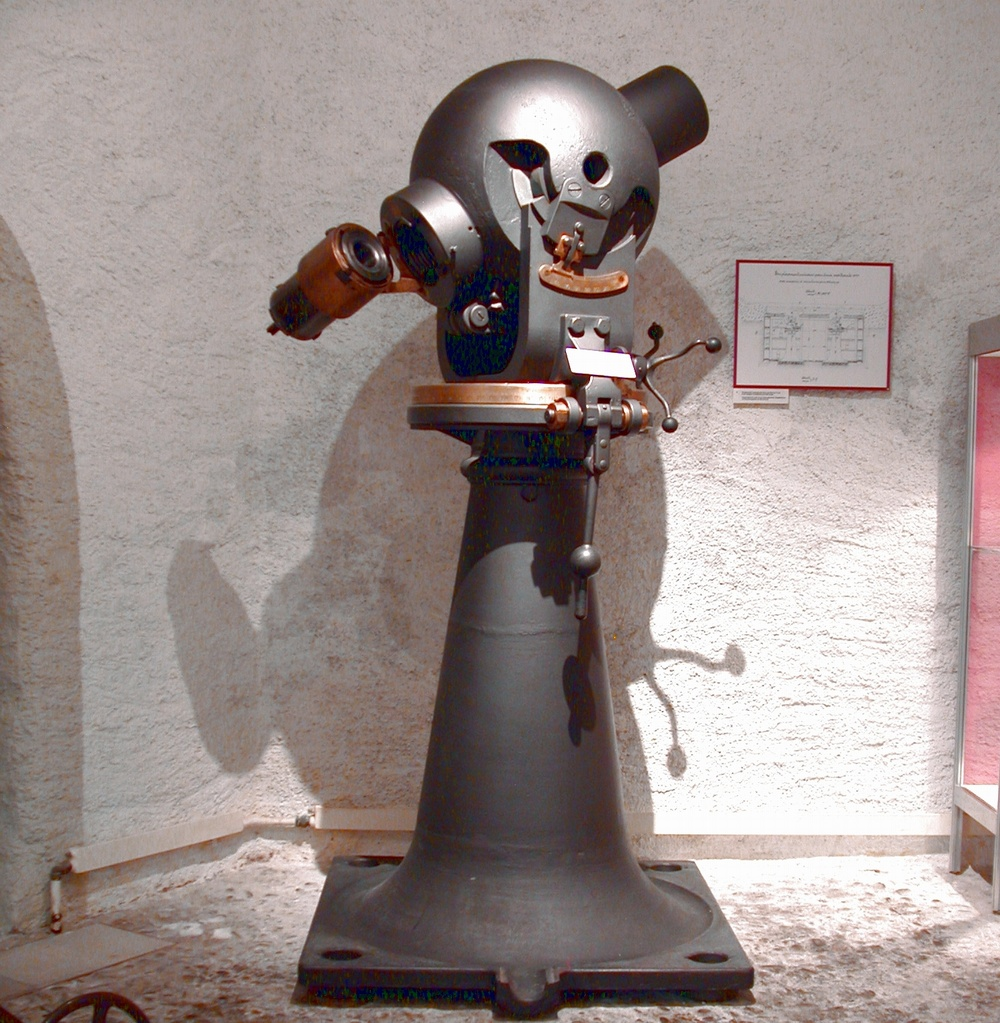
Kugelmörser 12 cm Ord 1888, Standort Gotthardwerke, heute Waadtländisches Militärmuseum Morges Schweiz

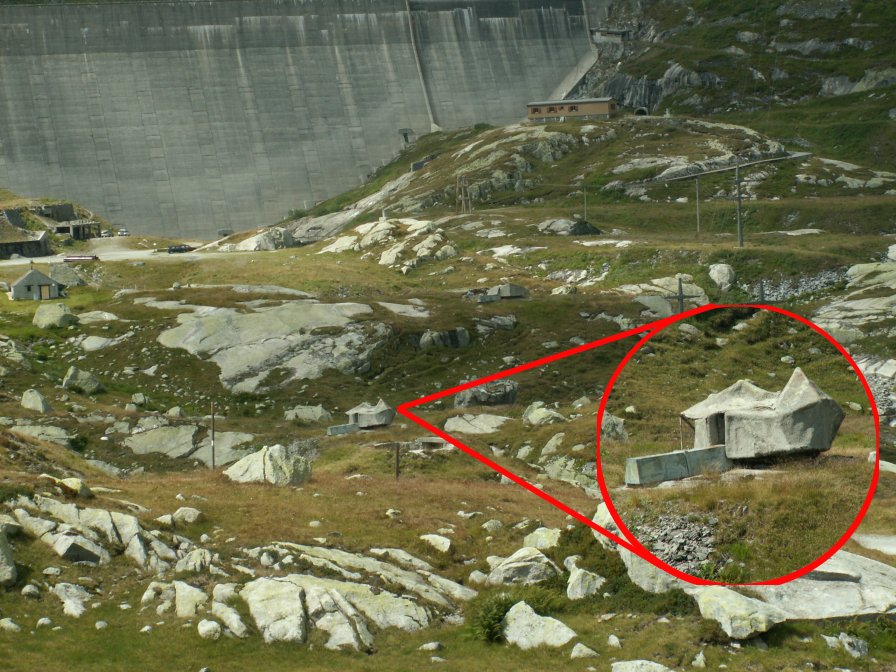
Getarnte 10,5-cm-Turmkanone einer Schweizer Festung

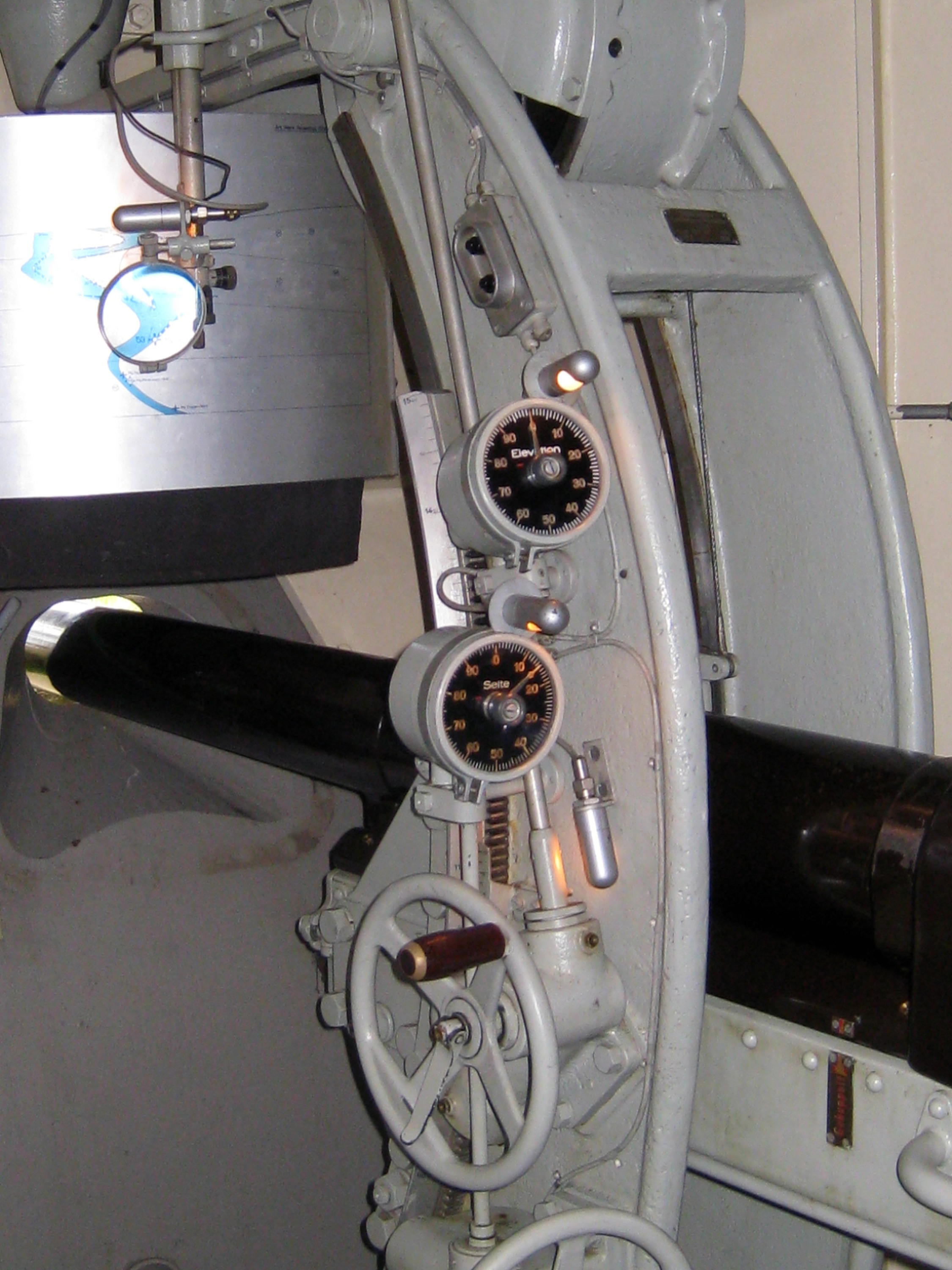
7,5-cm-Geschütz in der Festung Reuenthal

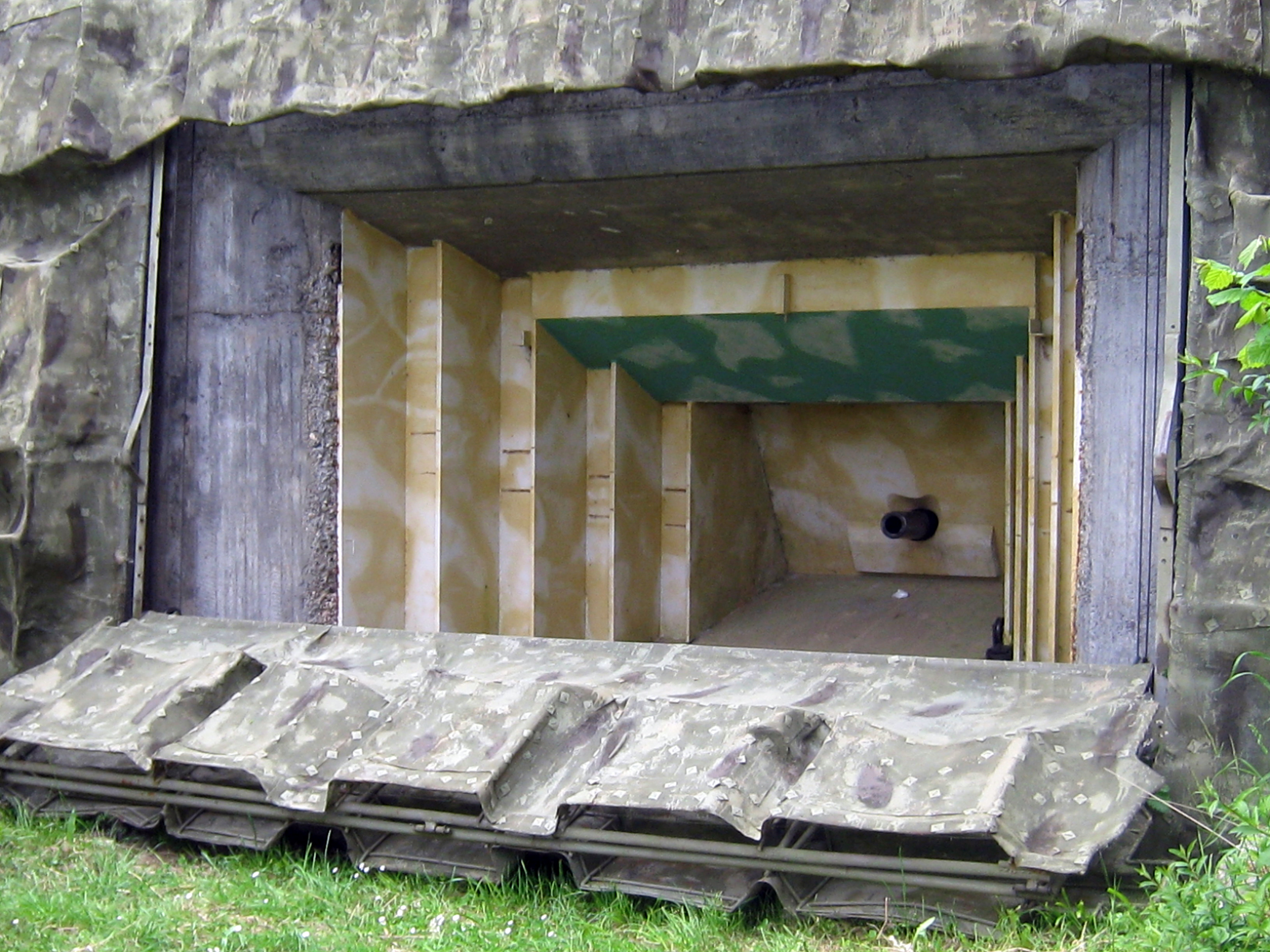
Dasselbe Geschütz, Aussenansicht

Die Festungsartillerie war vom 19. Jahrhundert bis 2011 ein Kampfmittel der Festungstruppen der Schweizer Armee.

## Geschichte

### Erste Befestigungen
Bereits 1814 erstellte der Zürcher Offizier Johann Conrad Finsler Konzepte für eine befestigte „Zentralstellung“ in den Alpen. Die Eröffnung des Gotthardtunnels 1882 veranlasste die Schweizer Armee noch vor dem Ausbruch des Ersten Weltkriegs zum Bau von in den Fels geschlagenen Artilleriewerken nördlich und südlich des nun wichtigsten europäischen Alpenübergangs.
Nach dem Ersten Weltkrieg führten Geldmangel und die Überzeugung, dass Befestigungen militärisch nicht mehr wertvoll seien, zum vorläufigen Ende des Festungsbaus. Als aber in anderen europäischen Ländern Riesenfestungen wie die Maginotlinie entstanden, wurden auch in der Schweiz vor allem die Grenzräume weiter befestigt. Die Zentralfestungen Gotthard und St-Maurice wurden verstärkt und, mit Blick auf den Anschluss Österreichs an Deutschland, der Raum Sargans zur Festung Sargans ausgebaut.

### Das Réduit
Unter dem Eindruck der Blitzkriege Deutschlands gegen Frankreich und Polen legte General Henri Guisan die dreistufige Strategie des Réduit fest: Ein blosser Verzögerungskampf im Grenzraum sollte durch eine erste Befestigungslinie im Mittelland und der schwer befestigten Zentralraumstellung, dem eigentlichen Réduit, ergänzt werden. Dazu wurden, meist durch die Truppe selbst, ab 1940 im ganzen Alpenraum unter hohem Zeitdruck gewaltige Festungswerke erstellt. Von 1942 bis 1995 bewachte und betrieb eine Berufsformation der Armee, das Festungswachtkorps, die vielen Anlagen.

### Im Kalten Krieg
Im Kalten Krieg mass die Armeeführung der Festungsartillerie weiterhin grosse Bedeutung zu, um Engnisse gegen einen mechanisierten Angriff zu sperren und die Alpentransversalen zu schützen. Die bestehenden Werke wurden der Bedrohung durch Atom- und chemische Waffen angepasst, und auf den Passhöhen wurden vorgefertigte kleine Minenwerferstellungen vergraben.
Eine letzte wichtige Modernisierung der Festungsartillerie erfolgte in den 1980er- und 1990er-Jahren. Ab 1980 wurden die Sperrstellungen bei den passages obligées – den Engnissen, durch die ein Gegner in die Schweiz stossen würde – mit unterirdischen 12-cm-Festungsminenwerfern verstärkt. Und anfangs der 1990er-Jahre wurden in den Festungsregionen Gotthard, St. Maurice und Sargans sehr leistungsfähige Festungskanonen BISON installiert.

### Das Ende der Festungsartillerie
Nach dem Ende des Kalten Krieges wurden mit der Armeereform 1995 alle Festungsartilleriemittel mit Ausnahme der neuen Festungsminenwerfer und „BISON“-Stellungen ausser Dienst gestellt. Auch das ursprünglich auf einen umfassenden Schutz der Alpentransversalen ausgelegte System „BISON“ wurde nicht zu Ende gebaut.
Verschiedene Tendenzen führten dazu, dass das Kosten-Nutzen-Verhältnis der Festungsartillerie zusehends schlechter wurde:
- Die geänderte Bedrohungslage liess einen mechanisierten Angriff auf die Schweiz, zu dessen Bekämpfung die Festungsartillerie ausgelegt war, immer unwahrscheinlicher werden.
- Durch neue Angriffswaffen, insbesondere Präzisions-Lenkwaffen, wurden die Festungen stets verwundbarer.
- Die Geheimhaltung der Artilleriestellungen war kaum mehr möglich, zumal im Internet bald genaue Beschriebe und Fotografien der Stellungen auftauchten.
- Viele Wirkungsräume der Festungsminenwerfer wurden irrelevant, da sie überbaut wurden oder die zugehörigen Sperrstellen bzw. Sprengobjekte aufgehoben wurden.

Im Mai 2011 zog das Departement für Verteidigung, Bevölkerungsschutz und Sport (VBS) die Konsequenz daraus und gab die vollständige Ausserdienstsetzung der verbleibenden Festungsartillerie bekannt. Als Grund gab es die veränderte Bedrohungslage, den reduzierten Kampfwert dieser Systeme in Anbetracht moderner Präzisions- und Abstandswaffen und die nicht mehr ausreichende Munition an. Die Festungsartillerieabteilung 13 leistete im Juni 2011 ihren letzten Wiederholungskurs und feuerte am 22. Juni 2011 das letzte Übungsgeschoss aus einer «BISON»-Kanone ab.
Am 31. Mai 2012 nahm der Ständerat als Erstrat eine Motion an, die vom Bundesrat verlangte, die vorgesehene Liquidation der Festungsminenwerfer zu stoppen, um ihre spätere Reaktivierung zu ermöglichen. Der Bundesrat führte dazu aus, er habe die Ausserdienststellung von Festungsminenwerferanlagen gestoppt; dies insbesondere auch unter dem Aspekt, dass nach der Genehmigung des Übereinkommens über Streumunition die Feuerkraft der Artillerie massiv reduziert worden sei.
Im Februar 2018 beantragte der Bundesrat dem Parlament die Verschrottung der noch vorhandenen «BISON»-Geschütze und Festungsminenwerfer. Die weitere Instandhaltung der Geschütze sei teuer und nutzlos.

## Kampfmittel

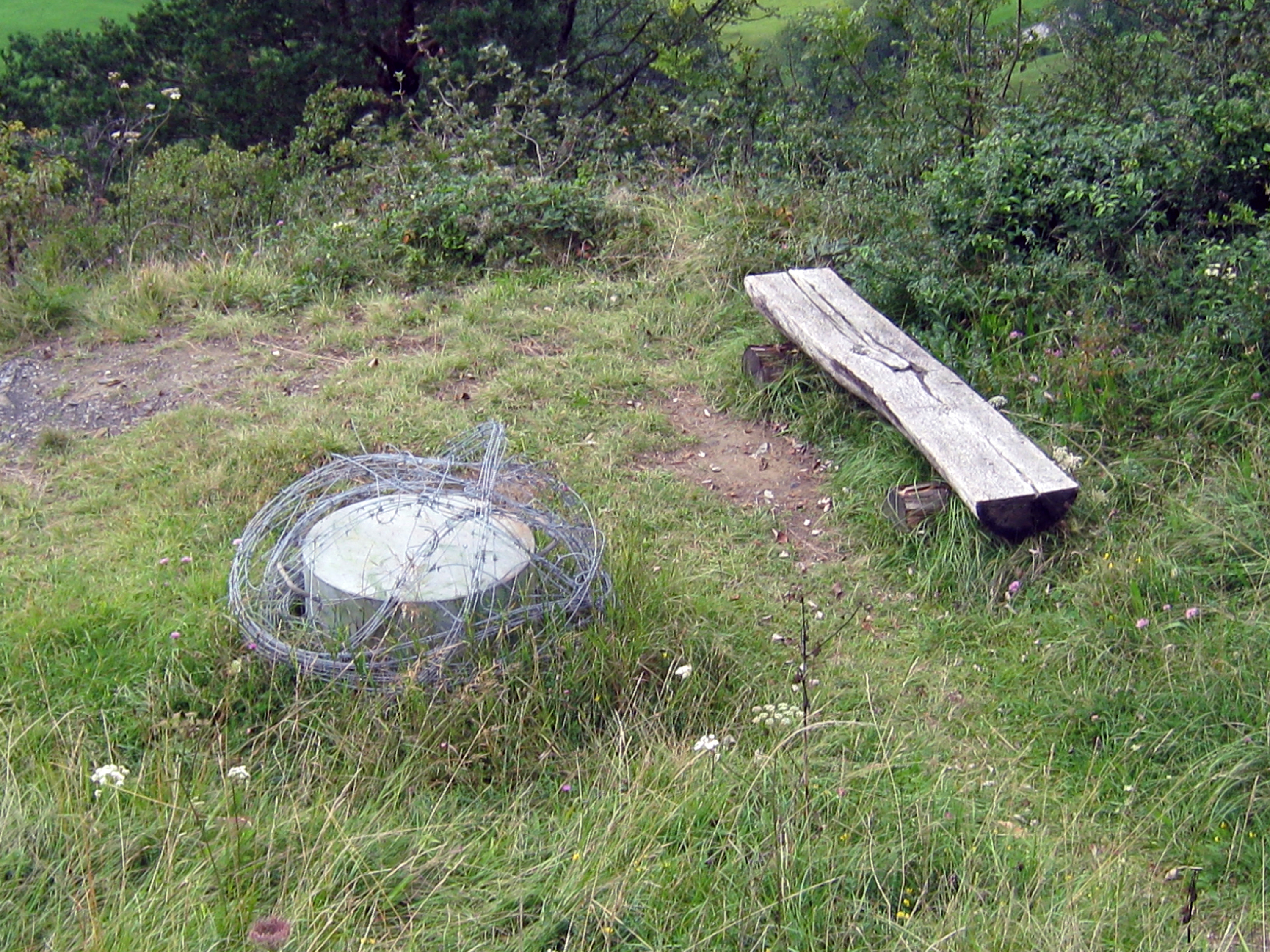
8,1-cm-Festungsminenwerfer der Festung Magletsch

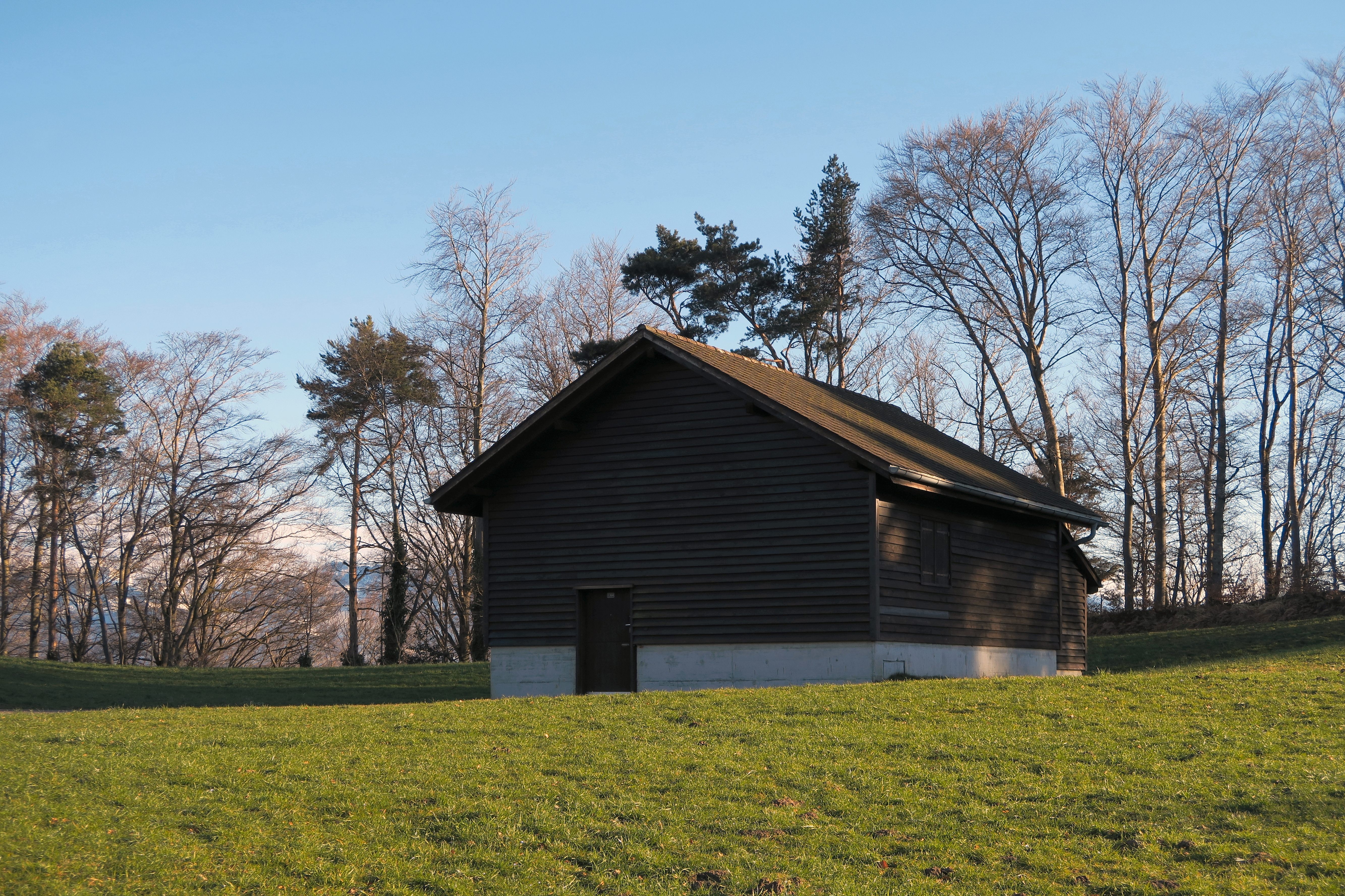
Eingang zu 12-cm-Festungsminenwerfer

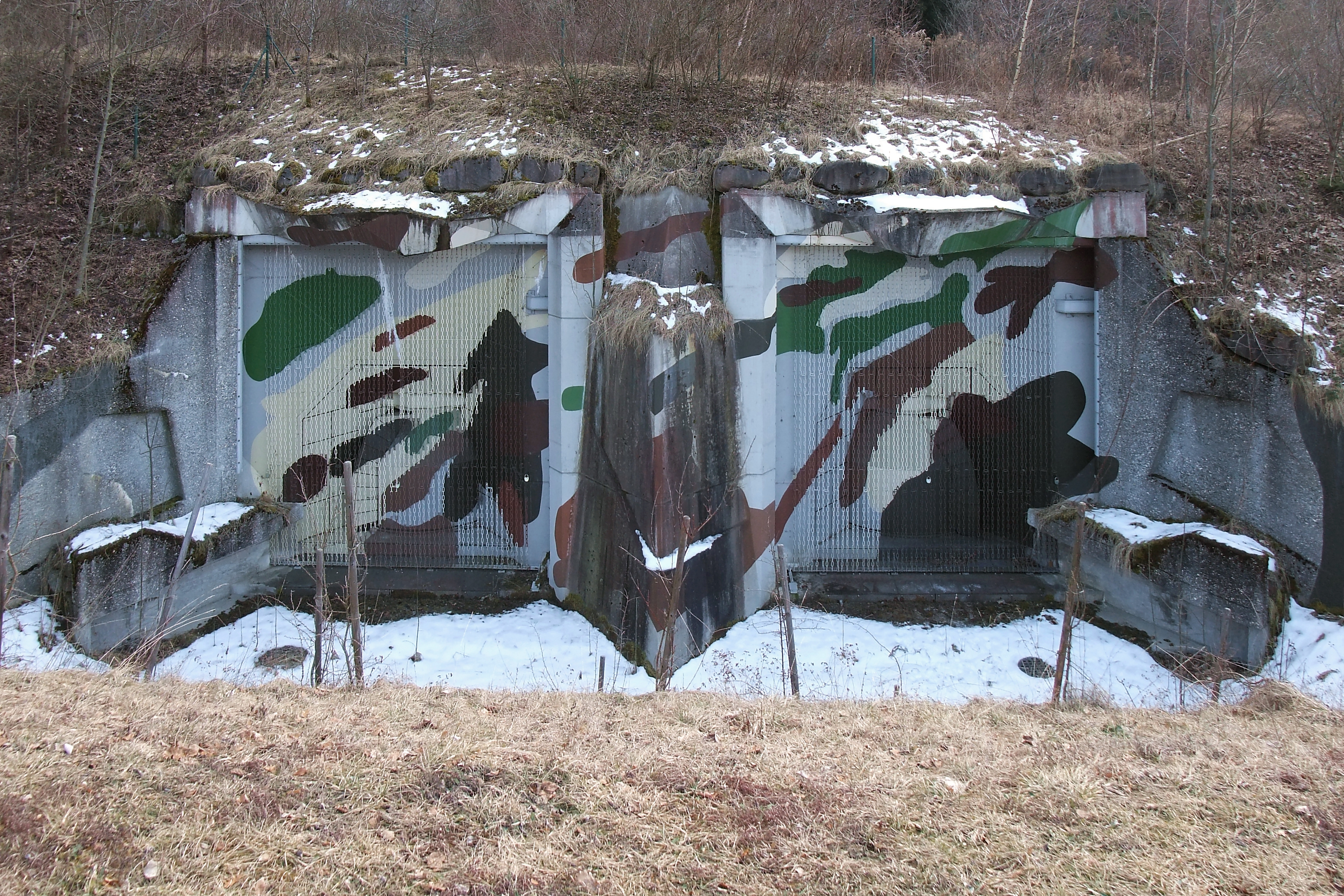
Scharte zweier Bison-Geschütze

Die Festungsartillerie setzte folgende Waffensysteme ein:
- 15,5 cm Festungskanone 93 L52 BISON (1990er-Jahre bis 2011): Die BISON-Geschütze verschossen gleiche Munition wie die Panzerhaubitze M109 und verfügten über eine praktische Einsatzdistanz von mehr als 30 km. Durch ihre hohe Schussfolge ersetzten sie je die Feuerkraft von drei mobilen Geschützen.
- 8,1-cm-Festungsminenwerfer 1956/60
- 12 cm Festungsminenwerfer 1959: Diese Mörser verfügten über eine praktische Einsatzdistanz von ca. 9 km bei einer Schusskadenz von 20 Schuss pro Minute. Sie verschossen auch die selbstzielsuchende Munition „Strix“.
- 12-cm-Motorkanone 1882 (Radgürtelkanone)
- 12-cm-Feldhaubitze 1912/39 L14
- 15-cm-Kanone (Kasematte und Turmkanone)
- 10,5-cm-Turmkanone (Panzerturm)
- 10,5-cm-Festungsgeschütze: Kanone auf Hebel- und Ständerlafette, Haubitze auf Hebellafette
- 10,5-cm-Panzerabwehrkanone
- 8,4-cm-Feldgeschütz Ord 1879
- 7,5-cm-Gebirgskanone Ord 1906
- 7,5 cm Befestigungskanone 39 L30 (Kasemattengeschütz)

## Verein Festungsartillerie Schweiz
Der Verein Festungsartillerie Schweiz wurde am 1. August 2019 von ehemaligen Offizieren der Festungsartillerie, Vertretern der interessierten Gemeinden, Festungsorganisationen und Museen gegründet. Zweck des Vereins ist die Verwandlung der heute noch klassifizierten 108 Festungsminenwerfer und 4 Bison-Batterien in für die Öffentlichkeit zugängliche Baudenkmäler zu organisieren. Pro Castellis hat 2009 durch eine Übernahmeverpflichtung 35 Festungsminenwerfer vor der Zerstörung gerettet und sich bereit erklärt, die Geschäftsstelle des neuen Vereins unentgeltlich zu führen.